# NGC 4014
NGC 4014 (ook: NGC 4028) is een spiraalvormig sterrenstelsel in het sterrenbeeld Hoofdhaar. Het en werd op 30 december 1783 ontdekt door de Duits-Britse astronoom William Herschel.

## Synoniemen
- UGC 6961
- MCG 3-31-5
- ZWG 98.12
- IRAS 11560+1627
- PGC 37695